# SES-9
SES-9 ist ein kommerzieller Kommunikationssatellit des Satellitenbetreibers SES World Skies.

## Mission
Er wurde am 4. März 2016 mit einer Falcon 9-Trägerrakete vom Raketenstartplatz Cape Canaveral in eine leicht supersynchrone geostationäre Transferbahn gebracht. Der Zielorbit hatte ein Perigäum von 290 km, ein Apogäum von 40.600 km und eine Inklination von 28°. Bei dieser Mission der Falcon 9 wurde die Programmierung der Oberstufe geändert. Anstatt einen bestimmten Orbit anzufliegen, brannte das Triebwerk der Oberstufe solange weiter, bis der Treibstoff aufgebraucht ist. Auf diese Weise verlängert sich die Brennzeit der Oberstufe um wenige Sekunden, wodurch eine deutliche Zunahme der Endgeschwindigkeit und auch der Nutzlastkapazität erzielt wird und das Apogäum von 26.000 km auf 40.600 km steigt. Die Abtrennung des Satelliten von der Oberstufe erfolgte 31 Minuten nach dem Start. Bei diesem Start wurde ein Landeversuch auf der Seeplattform mit dem Namen „Of course I still love you“, kurz OCISLY, durchgeführt. Dazu flog die erste Stufe der Falcon 9 nach der Stufentrennung eine Reihe von Manövern, die sie auf Landekurs auf die Seeplattform brachte. Aufgrund der hohen Leistungsanforderungen wurde der finale Brennvorgang für die Landung auf dem Drohnenschiff mit drei Triebwerken durchgeführt, was zu einer kurzen, starken Abbremsung führt. Die Rakete schaffte es zur Seeplattform, der finale Landeanflug glückte jedoch nicht. Der Start der Rakete war eigentlich schon für den 24. Februar vorgesehen, jedoch aufgrund verschiedener Probleme bei der Betankung der Rakete mehrfach verschoben.

## Aufbau
Der dreiachsenstabilisierte Satellit ist mit 57 Ku-Band-Transpondern ausgerüstet und soll von der Position 108,2° Ost aus gemeinsam mit SES-7 Nordostasien, Südasien und Indonesien mit Fernsehen und Kommunikationsdienstleistungen versorgen sowie maritime Kommunikation für Schiffe im Indischen Ozean erlauben. Er wurde auf Basis des Satellitenbus BSS-702HP von Boeing gebaut und besitzt eine geplante Lebensdauer von 15 Jahren. Der Vertrag zum Bau des Satelliten wurde im Oktober 2012 abgeschlossen.